# Палеакантоцефали
Палеакантоцефали (лат. Palaeacanthocephala, дос. «древні колючеголові») — клас акантоцефалів. Дорослі особини паразитують на рибах, водних птахах і ссавцях.

## Опис
Ядра гіподерми (зовнішній шар шкіри) носять фрагментарний характер і самці мають сім цементних залоз, на відміну від своїх родичів Archiacanthocephala, які завжди мають вісім. Протонефрідій немає.

## Класифікація
Клас поділяється на два ряди і кілька родин:
- Ряд Echinorhynchida
  - Родина Arhythmacanthidae
  - Родина Cavisomidae
  - Родина Diplosentidae
  - Родина Echinorhynchidae
  - Родина Fessisentidae
  - Родина Heteracanthocephalidae
  - Родина Hypoechinorhynchidae
  - Родина Illiosentidae
  - Родина Polyacanthorhynchidae
  - Родина Pomphorhynchidae
  - Родина Rhadinorhynchidae
- Ряд Polymorphida
  - Родина Centrorhynchidae
  - Родина Plagiorhynchidae
  - Родина Polymorphidae